# Camillo Trombetta
Camillo Trombetta (Torino, 23 febbraio 1813 – Roma, 20 febbraio 1881) è stato un magistrato e politico italiano, nominato senatore del Regno d'Italia nel 1872.